# 윤석민 (1985년)
윤석민(尹晳敏, 1985년 9월 4일 ~ )은 전 KBO 리그 SK 와이번스의 내야수, 지명타자이자, 현 프리미어나이츠의 감독이다.

## 선수 시절

### 두산 베어스시절
2004년 신인 드래프트에서 2차 3순위 지명을 받아 입단했다. 차세대 거포로 큰 기대를 받았으나 잦은 부상으로 오랜 기간 동안 별다른 활약을 못하고 2군에서 주로 활동했다.
공익근무요원으로 대체 복무를 마치고 본격적으로 1군에 올라온 2011년부터 주목받았다. 2군 경기를 거의 제패하다시피 한 그는 '차세대 김동주'로 불리며 기대를 한 몸에 받았다. 2011년 시즌에는 80경기에 출전하며 주전으로 자리잡았고 이듬해에는 데뷔 후 첫 두 자릿수 홈런을 쳐 냈다. 그의 데뷔 첫 홈런은 2011년 6월 3일 삼성전에서 장원삼을 상대로 기록했다. 당시 KIA 타이거즈 소속이었던 윤석민과 이름이 같아 '짝퉁'이라고 불렸는데, 사실은 전 KIA 타이거즈의 투수였던 윤석민보다 1년 선배다. 그 이유 덕분인지 윤석민에게 아주 강한 면모를 보였다. 2012년 시즌 후에는 '두석민'이라고 불렸다.

### 넥센 히어로즈시절
2013년 11월 26일 외야수 장민석을 상대로 트레이드됐다. 당시 두산 베어스 팬들이 엄청난 반발을 했는데 이는 그가 차세대 4번 타자로 주목받았기 때문이다. 그가 영입됐다는 소식에 투수 밴 헤켄이 반겼는데 그가 밴 헤켄에게 강했기 때문이었다. 이로 인해 그의 별명은 '두석민'에서 '넥석민'으로 변경됐다.
2014년 첫 시즌에는 대타로 99경기에 출장해 2할대 타율에 그쳤으나 4월 1일 개막전 경기에서 상대로 만루 홈런을 쳐 내는 등 10홈런을 기록하며 장타력을 보였다. 상대는 친정 팀인 두산 베어스였고, 상대 투수는 홍상삼이었다. 이 경기에서 데뷔 첫 만루 홈런을 기록했다.
2016년 5월 27일 kt전에서 3점 홈런을 쳐 내 승리를 이끌었다. 팀의 4번 타자였던 박병호의 MLB 진출과 외국인 타자 대니 돈의 부진으로 2016년 후반기에는 팀의 4번 타자로 고정 출장했다. 2017년 7월 7일 정대현. 서의태를 상대로 kt 위즈에 트레이드됐다.

### kt 위즈시절
2017년에 입단하였다. 1루수, 3루수, 지명타자를 오가며 활약했으나 2018년에 슬럼프로 인한 부진으로 출장 기회가 줄어 2019년에도 출전 기회가 적었다. 가끔 출전하면서 별다른 활약을 보여주지 못했다.

### SK 와이번스시절
2019년 11월 21일에 당시 SK 와이번스 소속이었던 허도환과 1:1 트레이드로 이적했다. 2020년 11월 6일 방출되었다.

## 야구선수 은퇴 후
2021년부터 시흥 울브스의 타격코치로 활동했다.

## 에피소드
- 전 KIA의 투수였던 윤석민과 동명이인이고, 인창중학교 선후배 사이인 데다가 출신지도 구리시로 같아 2007년 상무 야구단에 지원했을 때 KBO에서 착각해 KIA 윤석민의 성적을 그의 성적으로 혼동했고, 결국 상무 야구단 입대가 무산됐다. 이로 인해 2008년 시즌 중 공익근무요원으로 군 대체 복무를 수행해 2010년 5월에 소집 해제됐다.[9]

## 출신 학교
- 구리초등학교 (구리리틀)
- 경기 인창중학교
- 경기 인창고등학교

## 등번호
- '15' - 두산 베어스 (2004년 ~ 2008년), kt 위즈 (2015년)
- '5' - 두산 베어스 (2010년 ~ 2013년), SK 와이번스 (2020년)
- '13' - 넥센 히어로즈 (2014년 ~ 2017년), kt 위즈 (2017년 ~ 2019년)

## 통산 기록
| 연도 | 팀명   | 타율  | 경기 | 타수 | 득점 | 안타 | 2루타 | 3루타 | 홈런 | 루타 | 타점 | 도루 | 도실 | 볼넷 | 사구 | 삼진 | 병살 | 실책 |
| ---- | ------ | ----- | ---- | ---- | ---- | ---- | ----- | ----- | ---- | ---- | ---- | ---- | ---- | ---- | ---- | ---- | ---- | ---- |
| 2004 | 두산   | 0.000 | 3    | 1    | 1    | 0    | 0     | 0     | 0    | 0    | 0    | 0    | 0    | 0    | 0    | 1    | 0    | 0    |
| 2005 | 두산   | 0.000 | 1    | 1    | 0    | 0    | 0     | 0     | 0    | 0    | 0    | 0    | 0    | 0    | 0    | 1    | 0    | 0    |
| 2006 | 두산   | 0.178 | 27   | 45   | 3    | 8    | 4     | 0     | 0    | 12   | 3    | 0    | 0    | 3    | 0    | 6    | 5    | 2    |
| 2007 | 두산   | 0.074 | 30   | 27   | 1    | 2    | 2     | 0     | 0    | 4    | 0    | 0    | 0    | 1    | 0    | 7    | 0    | 0    |
| 2011 | 두산   | 0.287 | 80   | 167  | 18   | 48   | 8     | 0     | 4    | 68   | 19   | 0    | 2    | 17   | 2    | 30   | 6    | 4    |
| 2012 | 두산   | 0.291 | 109  | 289  | 25   | 84   | 9     | 2     | 10   | 127  | 48   | 2    | 1    | 18   | 2    | 54   | 12   | 2    |
| 2013 | 두산   | 0.294 | 21   | 68   | 12   | 20   | 5     | 0     | 2    | 31   | 8    | 2    | 0    | 4    | 1    | 14   | 1    | 2    |
| 2014 | 넥센   | 0.267 | 99   | 281  | 30   | 75   | 12    | 0     | 10   | 117  | 43   | 0    | 0    | 18   | 2    | 47   | 11   | 3    |
| 2015 | 넥센   | 0.294 | 108  | 361  | 54   | 106  | 24    | 1     | 14   | 174  | 71   | 3    | 2    | 37   | 8    | 62   | 16   | 13   |
| 2016 | 넥센   | 0.334 | 92   | 341  | 72   | 114  | 15    | 0     | 19   | 186  | 80   | 2    | 3    | 46   | 9    | 50   | 16   | 6    |
| 2017 | kt     | 0.312 | 142  | 538  | 90   | 168  | 30    | 1     | 20   | 260  | 105  | 0    | 1    | 33   | 8    | 85   | 24   | 3    |
| 2018 | kt     | 0.276 | 132  | 460  | 58   | 127  | 22    | 0     | 19   | 206  | 60   | 4    | 1    | 40   | 4    | 69   | 17   | 7    |
| 2019 | kt     | 0.231 | 63   | 169  | 4    | 39   | 4     | 0     | 2    | 49   | 17   | 0    | 0    | 7    | 0    | 24   | 4    | 5    |
| 2020 | SK     | 0.192 | 34   | 73   | 4    | 14   | 2     | 0     | 3    | 25   | 12   | 0    | 0    | 2    | 0    | 12   | 3    | 2    |
| 통산 | 14시즌 | 0.285 | 941  | 2821 | 372  | 805  | 137   | 4     | 103  | 1259 | 466  | 13   | 10   | 226  | 36   | 462  | 115  | 49   |